# Ambasada Austriei în Republica Moldova
Ambasada Austriei în Chișinău este o misiune diplomatică a Republicii Austriece în Republica Moldova. După destrămarea Uniunii Sovietice, Moldova și-a declarat independența pe 27 august 1991. Stabilirea relațiilor diplomatice între cele două state a avut loc la 25 martie 1992. Deschiderea sediului diplomatic a avut loc pe 18 martie 2013. Ambasadorul actual este Stella Avallone.